# Georg Lassen
Georg Lassen (12 mai 1915 - 18 janvier 2012) est un commandant d'U-Boot pendant la Seconde Guerre mondiale.

## Carrière
Lassen naît le 12 mai 1915 à Berlin-Steglitz. Il entre dans la Kriegsmarine en 1935. Après une formation dans l'U-Fahrausbildungslehrgang d'avril à août 1939, il sert dans l'U-29 d'août 1939 à janvier 1941. Il en prend le commandement du 3 janvier 1941 au 14 septembre 1941 sans effectuer aucune patrouille de guerre.
En octobre 1941, il commande l'U-160. Il dirige quatre patrouilles de guerre au large des États-Unis, du Venezuela et de l'Afrique du Sud, coulant vingt-six navires et en endommageant cinq. Ce palmarès fait de lui l'un des commandants de sous-marins ayant obtenu le plus de succès pendant la Seconde Guerre mondiale. En récompense de ces résultats, il est décoré de la Croix de Chevalier, le 10 août 1942 (119e de la Kriegsmarine, 57e de la Ubootwaffe) et la Croix de chevalier de la croix de fer avec feuilles de chêne le 7 mars 1943 (208e de la Wehrmacht, 24e de la Kriegsmarine, 20e de la Ubootwaffe). Le 14 juin 1943, il cède le commandement à Gerd von Pommer-Esche, lequel meurt avec la totalité de l'équipage un mois plus tard.
De juin 1943 à mai 1945, il est instructeur à la 1re Unterseeboots-Lehrdivision. Promu Korvettenkapitän le 1er avril 1945, il est commandant de Bataillon de travail Lassen de mai 1945 à août 1945.
Détenu à la fin de la guerre, il est libéré le 31 août 1945. Il meurt de maladie à Calviá (Majorque), en Espagne, le 18 janvier 2012. Il avait 96 ans. Ses cendres ont été dispersées dans la baie de Santa Ponça (en), avec celles de sa femme.

## Décorations
- Médaille de service de longue durée de la Wehrmacht 4e classe (5 avril 1939)
- Croix de fer (1939) 2e classe (26 septembre 1939)  & 1re classe (18 juillet 1940)
- Médaille de Memel (26 octobre 1939)
- Insigne de combat des U-Boote (1939) (18 juillet 1940)
- Agrafe de combat au front des U-Boote (22 octobre 1944)
- Croix de chevalier de la croix de fer
  - Croix de chevalier le 10 août 1942 en tant que Oberleutnant zur See et commandant du U-160
  - Feuilles de chêne le 7 mars 1943 en tant que Kapitänleutnant et commandant du U-160